# Sínode de Pistoia
El Sínode de Pistoia fou un sínode diocesà convocat el 1786 pel bisbe Scipione de'Ricci i animat pel teòleg Pietro Tamburini amb la intenció de reformar l'Església Catòlica, basant-se en les teories doctrinals del jansenisme. Fou condemnat pel papa Pius VI mitjançant la butlla Auctorem Fidei el 1794.

## Desenvolupament del sínode
El Sínode de Pistoia fou convocat per Scipione de'Ricci, bisbe de Pistoia i Prato, a la Toscana. L'ideòleg fou el teòleg Pietro Tamburini, professor de la Universitat de Pavia. El lloc de reunió fou l'Església de Sant Benet, que més endavant fou anomenada de Sant Leopoldo pel bisbe de'Ricci. Es dugueren a terme set sessions que anaren del 19 al 28 de setembre del 1786. Protector del sínode fou el Gran Duc de Toscana Pietro Leopoldo, futur emperador Leopold II del Sacre Imperi Romanogermànic.

## Decrets del sínode
Els decrets sorgits del sínode es poden dividir en cinc gran temes: sobre la fe, l'Església, la gràcia i la predestinació, els sagraments, l'oració i el culte públic.
La professió de fe de Pistoia és ortodoxa, però s'ataca el culte al Sagrat Cor de Jesús i a altres devocions populars. Quant a la primera, per als bisbes reunits al sínode, es tractava d'una adoració il·legítima perquè separa l'única persona de Crist, adorant la humanitat separada de la divinitat.
Per al sínode, l'Església té la tasca de conservar el dipòsit de la fe i de la moral, la veritat de les quals enfonsa les seves arrels en l'antiguitat, per tant les adicions posteriors són falses. Per als pares sinodals la vertadera Església és la comunitat de pastors de Crist dels quals el Papa només n'és el cap ministerial.
Quant a la doctrina de la gràcia i de la predestinació, els bisbes de Pistoia diuen que en els darrers segles s'ha enfosquit la veritat i plantegen necessari retornar a l'antiguitat, en particular a la doctrina de Sant Agustí d'Hipona.
Com al Concili de Trento, Pistoia reconeix el nombre de set sagraments, i per a cadascun d'ells estableix una doctrina.
- Baptisme: ha de ser obligatori dins de les vint-i-quatre hores del naixement d'un nen, fins i tot sense el permís dels seus pares.
- Eucaristia: s'han d'evitar les discussions amb la intenció d'explicar la presència real de Crist en les formes consagrades, no es parla de la transsubstanciació, s'elimina la comunió eucarística fora de la missa i s'introdueixen la llengua vulgar i la lectura en veu alta de les oracions de la missa.
- Penitència: s'ha de realitzar un sol cop en la vida.
- Unció dels malalts: la unció es pot rebre en diverses ocasions, per tant la doctrina de rebre-la només al final de la vida és un abús de l'Església.
- Orde Sacerdotal: el sínode fa un èmfasi en la formació del clergat i en la seva autoritat en les seves respectives jurisdiccions.

Sobre l'oració, el sínode posa en guàrdia de les falses devocions, com el Sagrat Cor de Jesús i el Viacrucis, regula sobretot les devocions marianes, condemna la falsa adoració de les imatges miraculoses, obliga a treure de les esglésies les estàtues o pintures que no facin referència al misteri de Crist i es suprimeixen els altars laterals.
Sobre el culte públic cal retre honors al sobirà, l'ofici de difunts cada diumenge a les parròquies, reforma del breviari, reducció de les novenes, de les processons, de les festes i transferiment de les festes al diumenge.

## Acceptació del sínode
Per a Scipione de'Ricci aquest sínode havia d'ésser el primer pas per al naixement d'una església nacional, independent de Roma. El sínode durà només deu dies i el treball consistí pràcticament en l'aprovació de decrets ja preparats precedentment. L'esperit general del sínode, antiromà i anticurial, es manifesta en alguns articles: confirma els articles gal·licans de 1682, aprova les tesis de jansenistes contra la devoció del Sagrat Cor, dels exercicis espirituals i de les missions populars; fusiona els religiosos en un sol orde i suprimeix els vots de pobresa i obediència.
Ricci s'afanyà que les decisions de Pistoia es convertissin en un patrimoni comú amb l'Estat. Però el concili nacional celebrat a Florència el 1787, que havia de confirmar les decisions de Pistoia, representà en canvi un dur cop contra Scipione. La major part de l'episcopat toscà es mostrà desfavorable al sínode, de fet, hi hagué un atac del popular a la seu episcopal de la ciutat, perquè Ricci havia desacreditat el Sant Cingle de la Verge, la relíquia més preuada de la regió.
El 1790 Pietro Leopoldo deixà la Toscana per prendre possessió del tron del Sacre Imperi. Així el bisbe de Pistoia perdia un dels seus més forts aliats i hagué de resignar-se a la dimissió el 1791.

## Condemna
El 28 d'agost del 1794 amb la butlla Auctorem Fidei, el papa Pius VI condemnà 85 tesis aprovades pel Sínode de Pistoia, declarant 7 d'elles com a herètiques, i les altres com a cismàtiques, errònies, subversives, falses, temeràries, capritxoses, injurioses, ofensives, que porten al desordre, és a dir, que s'oposaven a la fe, els costums, l'autoritat i els concilis ecumènics, sobretot el de Trento.
Scipione de'Ricci hagué de fugir per no ser condemnat, només el 1805, en una trobada amb el papa Pius VII a Florència, abjurà de les seves tesis i renuncià a tota doctrina contrària a l'Església Catòlica, sobretot al jansenisme. Alguns historiadors veuen en això la derrota definitiva del jansenisme, tot i que sí continuà amb alguns simpatitzants fins poc abans del Concili Vaticà II.